# Maria Ana do Palatinado-Zweibrücken
Maria Ana de Zweibrücken-Birkenfeld-Bischweiler (18 de Julho de 1753 – 4 de Fevereiro de 1824) foi uma condessa palatina de Birkenfeld-Gelnhausen e Duquesa na Baviera, através do seu casamento com Guilherme, Duque na Baviera. Maria Ana era bisavó da imperatriz Isabel da Áustria através do seu filho, o duque Pio Augusto na Baviera.

## Família
Maria Ana nasceu em Schwetzingen, sendo a segunda filha de Frederico Miguel, Conde Palatino de Zweibrücken e da sua esposa, a condessa palatina Maria Francisca do Palatinado-Sulzbach. Era irmã de Maximiliano José, depois rei da Baviera e de Amália, a última eleitora e rainha da Saxónia.

## Casamento e descendência
Maria Ana casou-se com o duque Guilherme na Baviera, filho de João do Palatinado-Gelnhausen, e da sua esposa, Sofia Carlota de Salm-Dhaun, a 30 de janeiro de 1780 em Mannheim. Guilherme e Maria Ana tiveram dois filhos:
1. Filho sem nome (nascido e morto a 6 de Maio de 1782)
2. Maria Isabel na Baviera (5 de maio de 1784 – 1 de junho de 1849) casada com o marechal francês Louis Alexandre Berthier, 1º duque de Wagram; com descendência.
3. Pio Augusto, Duque na Baviera (1 de agosto de 1786 – 3 de Agosto de 1837), casado com a princesa Amélia Luísa de Arenberg; com descendência.

## Genealogia
| Maria Ana do Palatinado-Zweibrücken | Pai: Frederico Miguel, Conde Palatino de Zweibrücken | Avô paterno: Cristiano III, Conde Palatino de Zweibrücken          | Bisavô paterno: Cristiano II, Conde Palatino de Zweibrücken-Birkenfeld |
| Maria Ana do Palatinado-Zweibrücken | Pai: Frederico Miguel, Conde Palatino de Zweibrücken | Avô paterno: Cristiano III, Conde Palatino de Zweibrücken          | Bisavó paterna: Catarina Ágata de Rappoltstein                         |
| Maria Ana do Palatinado-Zweibrücken | Pai: Frederico Miguel, Conde Palatino de Zweibrücken | Avó paterna: Carolina de Nassau-Saarbrücken                        | Bisavô paterno: Luís Crato, Conde de Nassau-Saarbrücken                |
| Maria Ana do Palatinado-Zweibrücken | Pai: Frederico Miguel, Conde Palatino de Zweibrücken | Avó paterna: Carolina de Nassau-Saarbrücken                        | Bisavó paterna: Filipina Henriqueta de Hohenlohe-Langemburgo           |
| Maria Ana do Palatinado-Zweibrücken | Mãe: Maria Francisca de Sulzbach                     | Avô materno: José Carlos, Príncipe Herdeiro do Palatinado-Sulzbach | Bisavô materno: Teodoro Eustácio, Conde Palatino de Sulzbach           |
| Maria Ana do Palatinado-Zweibrücken | Mãe: Maria Francisca de Sulzbach                     | Avô materno: José Carlos, Príncipe Herdeiro do Palatinado-Sulzbach | Bisavó materna: Maria Leonor de Hesse-Rotemburgo                       |
| Maria Ana do Palatinado-Zweibrücken | Mãe: Maria Francisca de Sulzbach                     | Avó materna: Isabel Augusta Sofia de Neuburgo                      | Bisavô materno: Carlos III Filipe, Eleitor Palatino                    |
| Maria Ana do Palatinado-Zweibrücken | Mãe: Maria Francisca de Sulzbach                     | Avó materna: Isabel Augusta Sofia de Neuburgo                      | Bisavó materna: Luísa Carolina Radziwiłł                               |